# Leptanilloides legionaria

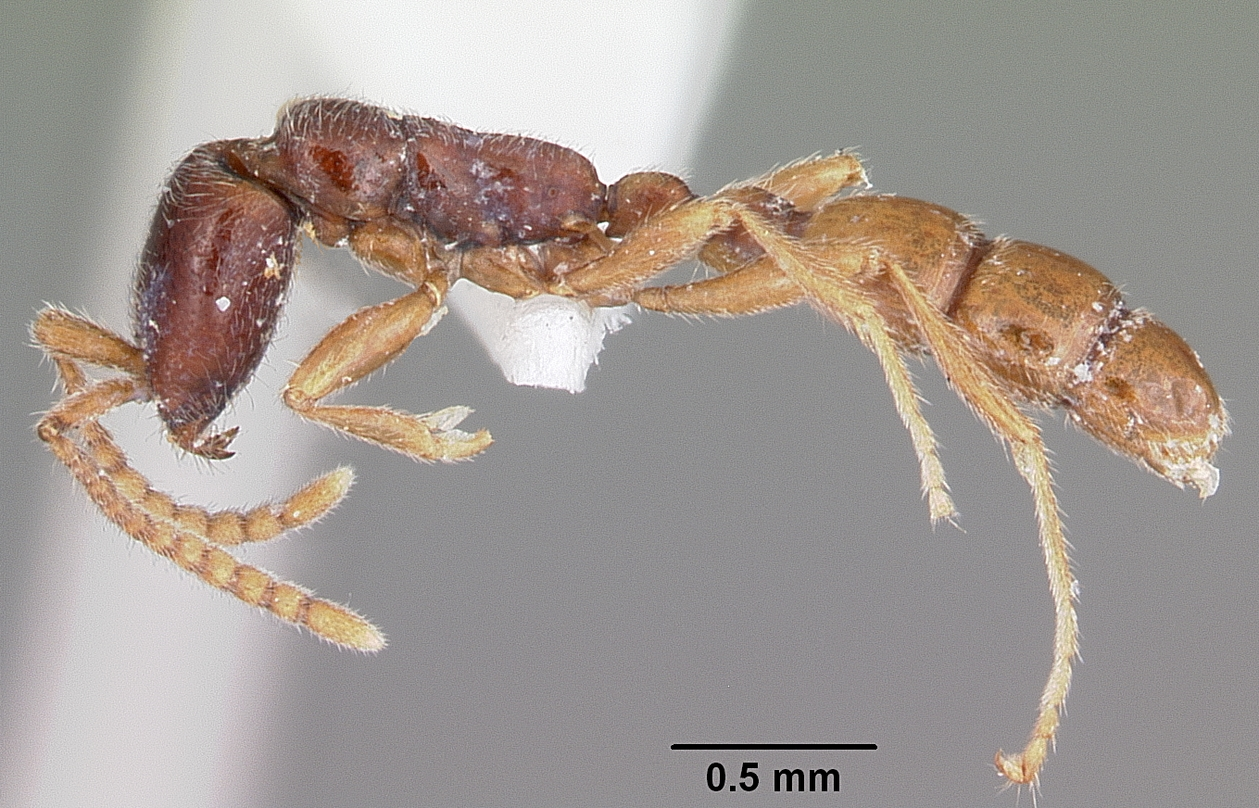

Leptanilloides legionaria (лат.) — вид мелких кочевых муравьёв из подсемейства Dorylinae (ранее в Leptanilloidinae). Южная Америка: Колумбия, Santa Marta Mts.

## Описание
Мелкие муравьи. Длина тела около 3 мм (крупнейший вид рода). Длина тела около 3 мм (крупнейший вид рода). Длина головы (HL) 0,68 — 0,70 мм. Длина скапуса (SL) 0,30 — 0,35 мм. Длина груди (WL) 0,8 мм. Рабочие слепые. Голова длиннее своей ширины. Нижнечелюстные щупики 2-члениковые. В составе нижнегубных щупиков 2 сегмента. Жвалы треугольные с одним апикальным и 7—10 субапикальными зубцами на жевательном крае. Усики рабочих 12-члениковые (у самцов других видов рода — 13-члениковые), прикрепляются у переднего края головы, скапус короткий (примерно равен половине длины головы). Стебелёк брюшка двухчлениковый, состоит из петиоля и постпетиоля (у самцов стебелёк одночлениковый). Грудь плоская, без метанотальной бороздки на дорзуме; абдоминальные сегменты 5 и 6 (брюшные сегменты 2 и 3) с отчётливо разделёнными узким пресклеритом и широким постсклеритом, результируемом в перетяжке между абдоминальными сегментами 4 и 5 (брюшные сегменты 1 и 2), и 5 и 6 (брюшные сегменты 2 и 3). Головной индекс (соотношение ширины и длины головы; CI = HW× 100/HL) — 77-80; индекс скапуса (соотношение длины скапуса к ширине головы; SI = SL × 100/HW) — 61-65.
Предположительно, как и другие представители своего рода, хищники, охотятся на мелких членистоногих, передвигаются колоннами, как кочевые муравьи.

## Систематика
Вид L. improvisa был впервые описан в 1999 году группой бразильских мирмекологов (К. Брандао с коллегами; Museu de Zoologia da Universidade de São Paulo, Сан-Пауло, Бразилия) и включён в состав рода Leptanilloides Mann, 1923 вместе с видами L. biconstricta Mann, 1923, L. caracola Donoso, Vieira & Wild, 2006, L. erinys Borowiec & Longino, 2011, L. femoralis Borowiec & Longino, 2011, L. gracilis Borowiec & Longino, 2011, L. atlantica Silva, Brandão, Feitosa and Freitas, 2013, L. improvisa Brandão, Diniz, Agosti & Delabie, 1999, L. mckennae Longino, 2003, L. nomada Donoso, Vieira & Wild, 2006, L. nubecula Donoso, Vieira & Wild, 2006, L. sculpturata Brandão, Diniz, Agosti & Delabie, 1999.